# 相原ふさ子
相原 ふさ子（あいはら ふさこ、1953年12月9日 - ）は、日本の映画、テレビ女優。
1960年代～1970年代に数多くの作品に出演した。別名義の高木 彩で活躍していたこともある。現在は、芸能プロダクションでキャスティングや企画業務を行う会社『あいかんぱにい（aiかんぱに～）』の代表を務めるとともに、NPO法人『訪問劇団あい』を主宰している。東京都出身。

## 人物・略歴
母の勧めで1962年小学校2年生の3学期に『劇団ひまわり』に入団。同年、子役として川島雄三監督の『箱根山』で映画デビューすると同時に、のちに円谷プロ二代目社長になる円谷一演出のテレビドラマ『煙の王様』に、主演の市川好郎の妹役で出演し、同作は芸術祭大賞などを受賞した。同作にはチーフ助監督として満田かずほが付いており、後年、満田の指名 で円谷プロ作品の『ウルトラマン』や『緊急指令10-4・10-10』などに出演した。
このほか映画では、『社長外遊記』での森繁久弥社長の娘役を、『樺太1945年夏 氷雪の門』では電話交換手の一人として出演するなどした。テレビドラマでは、日本テレビの青春ドラマ『飛び出せ!青春』において、レギュラー女生徒・矢吹礼子として活躍するなど数多くの作品に出演。モーニングショーやワイドショーなどのアシスタントも務めた。このように数多くの映画・テレビドラマ・情報番組に出演していたが、1977年ころ俳優活動を辞めて転職した。1990年に芸能プロダクションでキャスティングや企画業務を行う会社『あいかんぱにい（aiかんぱに～）』を設立、代表を務めている。また、2011年にはNPO法人『訪問劇団あい』を設立・主宰し、特別養護老人ホーム、自立支援施設、障害者リハビリセンターなどの各種施設に訪問して、歌と芝居を披露する活動に尽力している。
2012年に製作された短篇映画『管材屋の唄』では、キャスティングすると同時に監督に乞われて貴木文という名前で母親役として出演。
同作は、2013年、第16回小津安二郎記念蓼科高原映画祭短編映画コンクールで準グランプリを受賞した。

## 主な出演作品

### 映画
- 箱根山（1962年、東宝）川島雄三監督作でデビュー
- 社長外遊記（1963年、東宝）松林宗恵監督
- 失われた少年（1963年、青少年防犯映画）向井寛監督、教育映画祭参加作品
- 狸の王様（1965年、東宝）山本嘉次郎監督
- 日本列島（1965年、日活）熊井啓監督
- ぼくどうして涙がでるの（1965年、日活）森永健次郎監督
- 愛しながらの別れ（1966年、日活）江崎実生監督
- 妻こそわが命（社会教育映画・学研映画）脚本:小林久三、監督:小林桂三郎
- 樺太1945年夏 氷雪の門（1974年、JMP）村山三男監督
- 管材屋の唄（2013年、橋本総業）　-　キャスティング及び貴木文名義で出演
- いないいない ばあ（2013年、映画おいなりさん製作委員会）キャスティング及び貴木文名義で出演
- 銀行マンの唄（2015年、橋本総業）監督：寺田緑郎 キャスティング及び貴木文名義で出演
- 畳職人の唄～お父ちゃんのリフォーム（2016年、橋本そう）監督：庄司浩樹

### テレビドラマ
- 煙の王様（1962年10月28日、TBS、東芝日曜劇場第308回）円谷一監督、芸術祭文部大臣賞受賞
- みんないっしょに　～おとうさんのしごと～（1962年6月18日、NHK）
- おとぎのへや　～はととあり～（1962年6月22日、NHK）
- かきましょうつくりましょう　～こびとのおまつり～（1962年9月10日、NHK）
- 十九才（1963年11月15日、TBS、近鉄金曜劇場）
- 人気とり、噂の人、我家の採点法、考える季節（1963年2月10日-3月3日、日本テレビ/北欧映画/自治省）
- あのまちこのまち（1963年4月-6月、日本テレビ/北欧映画/自治省）レギュラー
- 現代っ子（1963年、日本テレビ）
- すりかえられた候補者（1963年1月27日、日本テレビ/北欧映画/自治省）
- 鬼と亀（1963年3月24日、日本テレビ/北欧映画/自治省）
- 生きてて欲しい（1963年7月10日、TBS）
- ホラ　幸せが（1963年-1964年、日本テレビ）1年間レギュラー
- ダイヤル110番（1964年1月5日、日本テレビ）第329話ゲスト
- ドンドン道中記（1964年2月16日舞台収録、日本テレビ）第19話ゲスト
- 現代っ子（1964年2月24日、日本テレビ）ゲスト
- 明日ある道（1964年4月13日-10月5日、東京12チャンネル）準レギュラー
- ポーラ名作劇場　～女のいくさ～（1964年7月20日、NET）第11章
- くらしとことば　～あがっておまちください～（1964年7月27日、NHK）
- 土曜と月曜の間（1964年11月29日、TBS、東芝日曜劇場第417回）芸術祭参加作品、イタリア賞受賞
- うたうえほん　～ゆき/おもちゃのマーチ～（1965年1月18日、2月22日、NET）
- しゃあけえ大ちゃん（1965年1月29日、TBS）第27話ゲスト
- 七人の刑事（1965年、TBS）第163回ゲスト
- 二十年目の収穫（1965年、日本テレビ）芸術祭参加作品
- こども劇場　～風の中の子供～（1965年3月14日、NHK）
- 小さな目（1965年10月7日、TBS）第66話ゲスト
- 宮本武蔵（1965年12月11日、日本テレビ）第7話ゲスト
- おたまじゃくしは蛙の子（1966年8月27日、日本テレビ、日産スター劇場）
- おとぎのへや　～しろいぼうしのおか～（1966年10月26日、NHK）
- 明るい学校　～にがい言葉～（1966年12月5日、NHK）
- おかあさん劇場　～東京のこだま～（1966年12月5日、1967年4月10日、NET）
- 王さん東遊記（1966年11月28日、フジテレビ）第21回ゲスト
- ウルトラマン 第11話「宇宙から来た暴れん坊」（1966年9月25日、TBS） - ミー子 ※ノンクレジット
- オランダおいね（1967年8月19日、TBS）
- おやじはおやじ（1967年、日本テレビ）第12話ゲスト
- 夫婦百景　～お不動さま～（1967年、日本テレビ）
- おにぎり（1967年、日本テレビ）準レギュラー
- お嫁さん　第3シリーズ（1967年10月4日-1968年3月27日、フジテレビ）レギュラー
- 良太の村（1967年-1969年、NHK教育）3年間レギュラー
- ハトぽっぽ嫁さん（1968年-1969年、TBS）1年間レギュラー
- うちの義姉さん（1968年11月9日、フジテレビ）
- 雪やこんこん（1968年11月9日-、フジテレビ）全8話レギュラー
- 昭夫の日記　～公民館前広場～（1969年2月20日、NHK）
- ふりかえった娘（1969年4月7日、日本テレビ）第13回ゲスト
- 逢いみての（1970年、フジテレビ）半年間レギュラー
- 闇からの声（1970年8月3日-7日、5夜連続、NHK）レギュラー
- 明るい学校　～およめさん～（1971年2月23日、NHK）
- 氷点（1971年3月4日、TBS、花王愛の劇場）
- もう一つの青春（1971年、日本テレビ）第2回ゲスト
- みかんきんかん夏みかん（1971年、TBS）準レギュラー
- ワン・ツウ・アタック! 第4話「青春はまっしぐら!」第9話「打ち込め!スピンボール」（1971年5月1日、29日、東京12チャンネル）ゲスト - 大西典子
- 親ばか子ばか（1971年6月2日、TBS）第14回ゲスト
- 満開の時（1971年6月7日-11日、5夜連続、NHK）レギュラー
- 特別機動捜査隊（1971年8月11日、NET）第510話ゲスト
- レモンの天使（1971年10月4日-11月15日、フジテレビ）第7話までレギュラー
- 肥後の石工（1971年10月18日、NET）
- 藍の季節（1971年10月18日-29日、全10話、NHK）レギュラー
- 十手野郎捕物控（1971年10月27日、TBS）第4話ゲスト
- 弥次喜多隠密道中（1971年11月25日、日本テレビ）第8話ゲスト
- 二十四時間の男（1972年1月14日、TBS）第2話ゲスト
- 美人はいかが?（1972年1月16日、TBS）ゲスト
- 飛び出せ!青春（1972年2月20日-1973年2月18日、日本テレビ）第15話までレギュラー - 矢吹礼子
- 刑事くん（1972年7月31日、TBS）第48話ゲスト
- 大江戸捜査網（東京12チャンネル）
  - 第75話「おふくろ慕情」（1972年8月26日）
  - 第107話「流血の侍志願」（1975年6月28日） - 辻川美鈴
  - 第115話「母恋い花嫁人形」-お久美
  - 第197話「影の男を斬れ」-美鈴
- あしたに駆けろ!（1972年8月28日、フジテレビ）
- 緊急指令10-4・10-10 第17話「妖怪ねずみ地獄」（1972年10月23日、NET） - 三上妙子
- 熱血猿飛佐助（1972年10月30日、TBS）第4話ゲスト
- アイちゃんが行く!（1972年11月3日、フジテレビ）ゲスト
- おやじ山脈（1972年-1973年、TBS）準レギュラー
- 藍より青く（1973年1月-3月、NHK）レギュラー
- 燃える兄弟（1973年1月19日、TBS）第14話ゲスト
- 子ばなれ（東芝日曜劇場）（1973年3月4日、TBS）
- GO!GOスカイヤー（1973年4月27日、フジテレビ）第4話ゲスト
- もしも……（1973年5月7日-6月22日、フジテレビ/東海テレビ/歌舞伎座テレビ室）レギュラー
- 荒野の用心棒（1973年5月22日、NET）第9話ゲスト　-おたか
- まごころ（1973年9月28日、TBS）最終回ゲスト
- イナズマン（1973年12月18日、NET）第12話ゲスト
- 女子高校生殺人事件(土曜日の女シリーズ)（1974年1月5日-2月16日、日本テレビ）レギュラー（芸名：高木彩）
- 大江戸捜査網 第3シリーズ 第10話「目撃者を消せ!」（1974年、テレビ東京） - お久美 役
- 荒野の素浪人 第2シリーズ（1974年4月16日、NET）第16話ゲスト（芸名：高木彩）
- 太陽にほえろ! 第125話「友達」（1974年、NTV） - 高宮啓子（芸名：高木彩）
- おんな浮世絵・紅之介参る!（1975年2月16日、日本テレビ）第20話ゲスト（芸名：高木彩）
- バーディー大作戦（1975年4月26日、TBS）第50話ゲスト（芸名：高木彩）
- 破れ傘刀舟悪人狩り（1975年6月17日、NET）第38話「女肌地獄」- お春 （芸名：高木彩）
- 続・二十四の瞳（1976年1月7日-14日、NHK）レギュラー
- 子連れ狼 (萬屋錦之介版)　第三部（1976年5月23日、日本テレビ）第8話ゲスト
- 新・二人の事件簿 暁に駆ける（1976年8月10日、ABC）第3話ゲスト

### 情報・バラエティ
- 第14回民放大会式典（1966年4月21日）東京プリンスホテル
- 3時のあなた　～初日披露パーティー～（1968年4月1日、フジテレビ）
- 芸術鑑賞　～ピアニスト～（1970年2月19日、NHK）聞き手
- 芸術鑑賞　～フルーティスト～（1970年2月26日、NHK）聞き手
- お昼のワイドショー（1971年7月27日-9月21日、日本テレビ）アシスタント
- モーニングジャンボ（1971-72年、TBS）アシスタント

### ラジオ
- NHK第2ラジオドラマ
  - キューリー夫人伝①（1967年2月27日）
  - みんなの図書室から　～子グマのマコ～（1967年6月15日）
  - みんなのくらし　～小さな工場の一日～（1967年6月19日）
  - みんなのくらし　～山の村～（1967年7月10日）
  - 名作に生きる人間像　～放浪記～（1967年8月23日）
  - ラジオ図書館　～母の手毬歌～（1968年3月11日）

### 吹き替え
- 栄光への序曲（フランス映画、フジテレビ）ジョゼット役

### CM
- 雪印チーズ
- サンヨーエアコン

## NPO活動
- NPO法人訪問劇団あい[3] 主宰